# Baghdad Bounedjah
Baghdad Bounedjah (Orã, 24 de novembro de 1991) é um futebolista profissional argelino que atua como atacante, atualmente defende o Al-Shamal.

## Carreira

### Rio 2016
Bounedjah fez parte do elenco da Seleção Argelina de Futebol nas Olimpíadas de 2016.

### CAN 2017
Ele representou o elenco da Argélia no Campeonato Africano das Nações de 2017.

### CAN 2019
Fez dois gols na campanha vitoriosa de sua seleção no Campeonato Africano das Nações de 2019, sendo um deles, o único gol da final contra o Senegal, que garantiu o título ao seu país.

## Títulos
Étoile du Sahel
- Copa da Tunísia(2): 2014,2015
- Copa da Confederação CAF(1) :2015

Al Sadd
- Qatar Stars League (1): 2018-19
- Copa do Qatar (3):2017,2020,2021
- Copa Emir do Qatar (2): 2017,2020
- Supertaça do Catar(2):2017,2019

Argélia
- Copa das Nações Africanas(1):2019

### Prêmios individuais
- Futebolista Argelino do Ano: 2018

### Artilharias
- Campeonato Tunisiano de 2013-14 (14 gols)
- Copa das Confederações da CAF de 2015 (6 gols)
- Qatar Stars League de 2016–17 (24 gols)
- Liga dos Campeões da AFC de 2018 (13 gols)
- Maior artilheiro do ano de 2018 (59 gols)[4]
- Qatar Stars League de 2018–19 (39 gols)